# Jan Henne
Jan Margo Henne (Oakland, 11 de agosto de 1947) é uma ex-nadadora norte-americana, ganhadora de duas medalhas de ouro nos Jogos Olímpicos da Cidade do México em 1968.
Entrou no International Swimming Hall of Fame em 1979.